# Девід Ґейдер
Девід Ґейдер (англ. David Gaider) — канадський геймдизайнер, сценарист і письменник. 17 років працював у BioWare і був провідним сценаристом франшизи Dragon Age та автором супутніх до неї книг The Stolen Throne, The Calling і Asunder. Брав участь у розробці Baldur's Gate ІІ: Shadows of Amn, Star Wars: Knights of the Old Republic і Neverwinter Nights. Після виходу з BioWare займає посаду креативного директора в нещодавно заснованій Summerfall Studios і їх першому проєкті під назвою Stray Gods: The Roleplaying Musical.

## Кар'єра
Ґейдер почав своє професійне життя в сфері обслуговування керуючи невеликим готелем, а розробка ігор була для нього побічним хобі. У 1999 році друг, який працював художником у місцевій ігровій студії під назвою BioWare (на той момент вона лише нещодавно досягла успіху, випустивши Baldur's Gate), запропонував засновникам студії, Рею Музиці та Грегу Зещуку, Ґейдера на нову посаду у відділі дизайну. Девід отримав роботу і першим його завданням стала участь у написанні сценарію до наступного проєкту студії Baldur's Gate II: Shadows of Amn. Випуск цієї гри в 2000 році став великим успіхом для BioWare і закріпив студію як головного світового розробника рольових відеоігор.
Потім Ґейдер працював над Neverwinter Nights (2002) та Star Wars: Knights of the Old Republic (2003), для яких він написав персонажів HK-47 (переможець нагороди Game Developers Choice Awards у 2004 році за «Оригінального ігрового персонажа року»), Джолі Біндо та Карта Онасі. Розширення для Neverwinter Nights під назвою Neverwinter Nights: Hordes of the Underdark було першим проєктом, у якому Ґейдер був провідним сценаристом, відповідальним за загальний дизайн оповіді та керування іншими сценаристами проєкту.
Потім Ґейдер взяв на себе роль провідного сценариста нової фентезійної гри BioWare Dragon Age: Origins, яка вийшла в 2009 році. Йому також приписують створення всього сетингу франшизи. Саме з під його пера вийшли персонажі Дункан, Кейлан, Зевран, Алістер, Морріган і Шейла, передісторії за знатну людину і долійського ельфа, а також всі квестові лінійки основного сюжету «Природа звіра» у Бресиліанському Лісі та Редкліффі. Ґейдер також написав романи-приквели The Stolen Throne і The Calling, обидва випущені в 2009 році. Після цього він продовжував виступати провідним сценаристом у розширенні Dragon Age: Origins - Awakening (2010), а потім і у продовженні Dragon Age II.
У Dragon Age II (2011) Ґейдеру приписують створення персонажів Кассандри Пентагаст, Фенріса та Лицаря-командора Мередіт. Потім він написав наступний роман у цій франшизі — Asunder, який вийшов 20 грудня 2011 року. У 2012 році Ґейдер був головним сценаристом коміксів The Silent Grove із шести частин, опублікованих Dark Horse Comics. За The Silent Grove послідувало її продовження Those Who Speak та Until We Sleep, також написані Ґейдером.
Ґейдер був головним сценаристом Dragon Age: Inquisition (2014), третьої гри франшизи. Гра отримала низку важливих нагород, у тому числі престижну нагороду DICE від Академії інтерактивного мистецтва та науки, а також була обрана кількома ігровими виданнями, зокрема IGN, Game Informer і Polygon «Грою Року». Відповідно до звіту Electronic Arts про фінансовий результат за третій квартал 2015 фінансового року, Dragon Age: Inquisition є найуспішнішим запуском в історії BioWare за кількістю проданих копій.
22 січня 2016 року Ґейдер залишив BioWare після 17 років роботи в компанії. У лютому 2016 року він оголосив, що обійме посаду креативного директора в Beamdog, студії, відомої в основному випуском ремейків рольових ігор BioWare і Black Isle Studios. Він покинув Beamdog у лютому 2018 року.
У 2019 році Ґейдер став співзасновником Summerfall Studios у Мельбурні, Австралія. Першим проєктом нової студії є Chorus: An Adventure Musical, який фінансувався компанією Creative Victoria та успішною краудфандинговою кампанією на платформі Fig, яка заробила близько $700 тисяч. До 2022 року проєкт, де Ґейдер залишився креативним директором, було перейменовано на Stray Gods: The Roleplaying Musical і випущено в серпні 2023 року.

## Особисте життя
Девід Ґейдер — відкритий гей. Камінаут він зробив у лютому 2014-го року, на сторінці свого блогу в Tumblr, описуючи свій досвід як: «досвід розробника (відеоігор), що також є геєм».

## Проєкти
Відеоігри
- Baldur's Gate II: Shadows of Amn (2000)
- Baldur's Gate II: Throne of Bhaal (2001)
- Neverwinter Nights (2002)
- Star Wars: Knights of the Old Republic (2003)
- Neverwinter Nights: Shadows of Undrentide (2003)
- Neverwinter Nights: Hordes of the Underdark (2003)
- Dragon Age: Origins (2009)
- Dragon Age: Origins – Awakening (2010)
- Dragon Age II (2011)
- Dragon Age: Inquisition (2014)
- Stray Gods: The Roleplaying Musical[en] (2023)

Романи
- Dragon Age: The Stolen Throne (2009)
- Dragon Age: The Calling (2009)
- Dragon Age: Asunder (2011)

Комікси
- Dragon Age: The Silent Grove (2012)
- Dragon Age: Those Who Speak (2013)
- Dragon Age: Until We Sleep (2013)